# Lagardelle-sur-Lèze
Lagardelle-sur-Lèze là một xã thuộc tỉnh Haute-Garonne trong vùng Occitanie tây nam nước Pháp. Xã này nằm ở khu vực có độ cao trung bình 183 mét trên mực nước biển.

## Geography
The Lèze flows north-eastward through the middle of the commune and crosses the village.